# Aethecerinus
Aethecerinus is een kevergeslacht uit de familie van de boktorren (Cerambycidae). De wetenschappelijke naam van het geslacht werd voor het eerst geldig gepubliceerd in 1907 door Fall & Cockerell.

## Soorten
Aethecerinus omvat de volgende soorten:
- Aethecerinus hornii (Lacordaire, 1869)
- Aethecerinus latecinctus (Horn, 1880)
- Aethecerinus wilsonii (Horn, 1860)